# 湘潭街道
湘潭街道，是中华人民共和国吉林省吉林市龙潭区下辖的一个乡镇级行政单位。

## 行政区划
湘潭街道下辖以下地区：
湘潭社区、松江社区、东风社区和龙新社区。